# Eduardo Santos
Eduardo Santos Montejo (Tunja, 28 agosto 1888 – Bogotà, 27 marzo 1974) è stato un politico, giornalista e avvocato colombiano, che ha ricoperto la carica di Presidente della Colombia dal 1938 al 1942.
Nonostante la morte prematura del padre, Francisco Santos Galvis, anch'egli avvocato e giornalista, che si suicidò l'8 gennaio 1900, il giovane Edoardo Santos iniziò i suoi studi di diritto presso l'Universidad del Rosario, una università privata di Bogotà, ed ottenne la laurea in Giurisprudenza e Scienze Politiche nel 1908, presso l'Università Nazionale della Colombia. Dopo aver trascorso un periodo di ulteriore formazione in Europa, a Parigi, fece ritorno in patria nel 1910 per intraprendere l'attività giornalistica sotto la guida dello scrittore colombiano Tomás Rueda Vargas.
Dopo essere entrato come collaboratore del quotidiano El Tiempo, una delle principali testate della Colombia, fondato nel 1911 da suo cognato, l'intellettuale Alfonso Villegas Restrepo, e del quale rimase direttore per circa venticinque anni, nel 1913 ne divenne anche proprietario. La testata rimase proprietà della famiglia Santos fino al 2007, quando il pacchetto di maggioranza venne acquistato dal Grupo Planeta.

## La militanza politica e le cariche istituzionali
Attivo nel Partito Liberale Colombiano, collaborò e partecipò alla coalizione di matrice liberale Unión Republicana, per appoggiare la candidatura presidenziale di Carlos Eugenio Restrepo, il quale, dopo la sua elezione, lo nominò per diversi incarichi istituzionali presso il Ministero degli Esteri. A seguito della dissoluzione della coalizione della durante Unión Republicana, fece ritorno nel 1921 all'interno del Partito Liberale, il quale, grazie al suo prestigio ottenuto con la sua attività giornalistica, venne nominato responsabile della campagna elettorale del 1930 in favore del candidato alla Presidenza Enrique Olaya Herrera.
A seguito della vittoria trionfale di Herrera, il nuovo Presidente colombiano lo nominò Ministro degli Esteri, carica che ricoprì dal 7 agosto 1930 al 13 dicembre 1930. Nel quadriennio 1930-1934 fu anche eletto presso la Camera dei Rappresentanti colombiana, e venne nominato Governatore di Santander, carica che ricoprì dal 2 al 26 maggio 1931.

## La Presidenza
Per le elezioni presidenziali del 1938, l'ala moderata e quella progressista del Partito Liberale si accordarono per appoggiare la candidatura dell'ex Presidente Olaya, il quale tuttavia morì durante un suo soggiorno a Roma nel 1937. A causa di questo imprevisto, il Partito Liberale individuò due possibili candidati, Santos ed il rappresentante dell'ala progressista, il filosofo e giurista Darío Echandía, il quale, tuttavia, riconoscendo l'ampio consenso di cui godeva Santos, decise di rinunciare alla sua candidatura.
Santos riuscì ad essere eletto anche grazie al fatto che l'ala conservatrice rinunciò a presentare un suo candidato e durante le elezioni i suoi simpatizzanti preferirono l'astensione dal voto. Durante il suo mandato mantenne una politica di neutralità riguardo alla seconda guerra mondiale, mostrando tuttavia una certa avversione nei confronti delle forze dell'Asse, che lo spinse nel 1943, durante il Congresso del Partito Liberale e dopo aver rinunciato a ricandidarsi alla Presidenza, ad abbandonare la sua posizione neutrale ed a appoggiare le forze Alleate, come gran parte dei paesi sudamericani.
Durante il suo mandato stabilì importanti riforme, come l'istituzione del riposo lavorativo durante le festività o l'istituzione nel 1939 dell’Instituto de Crédito Territorial, istituto di credito in favore dell'edilizia nelle zone rurali. Sotto la sua Presidenza venne firmato il Trattato di confine Colombia-Venezuela noto anche come Trattato López de Mesa-Gil Borges in onore dei rispettivi Ministri degli ESteri, Esteban Gil Borges (venezuelano), e Luis López de Mesa (colombiano); con il quale si definivano in modo definitivo le linee di confine tra i due paesi. Aprì con moderazione ai sindacati escludendoli tuttavia dalla partecipazione alla vita politica del paese.
Fece istituire nel 1940 la Radio Nacional de Colombia dandogli il nome originario di Radiodifusora Nacional de Colombia. Per suo volere il Convento di San Domenico, monumento storico cittadino fondato nel 1550, venne demolito per fare posto al Palazzo delle Telecomunicazioni. Nelle elezioni presidenziali del 1942, Santos cercò di opporsi al probabile ritorno alla carica di Presidente dell'ex Presidente Alfonso López Pumarejo, opponendo la candidatura di un altro liberale, il giurista Carlos Arango Vélez, tuttavia senza successo, non riuscendo a guadagnare il favore dei liberali conservatori.

## Dopo la Presidenza
Il periodo che segue la Presidenza colombiana vede il rafforzarsi di Eduardo Santos come guida politica dell'ala moderata e centrista del suo partito, fu dietro sua indicazione che per le elezioni presidenziali del 1946 il Partito Liberale colombiano presentò come candidato il medico immigrato di origini libanesi Gabriel Turbay, il quale tuttavia perse contro il candidato conservatore Mariano Ospina Pérez. In quello stesso anno venne eletto Vice Presidente del Partito Liberale Colombiano.
Fu molto attivo in ambito internazionale, cercando di promuovere la cooperazione degli Stati del continente americano con lo scopo di regolamentare i nuovi equilibri di potere che si stavano creando già alla fine della Seconda Guerra Mondiale e che vedevano l'ascesa delle forze alleate; il risultato dei suoi sforzi in questo senso si concretizzò con la firma degli Atti di Chapultepec nel 1945, su proposta del governo colombiano: un accordo panamericano che prevedeva una collaborazione di tutti gli stati del continente americano contro ogni eventuale atto di aggressione extracontinentale. Santos si adoperò per la fondazione del fronte di alleanza politica tra liberali e conservatori che diede vita al Frente Nacional nel 1958 e restò un'autorità anche in ambito giornalistico, sue furono infatti le denunce lanciate per mezzo del suo giornale contro la dittatura di Gustavo Rojas Pinilla, il quale ordinò la chiusura de El Tiempo per ben 22 mesi.

## Premi
- Premio Maria Moors Cabot: 1960[2]